# Misterele fluviului
Misterele fluviului (în engleză Mystic River) este un film de mister american din 2003 regizat de Clint Eastwood. În distribuția filmului apar Sean Penn, Tim Robbins, Kevin Bacon, Laurence Fishburne, Marcia Gay Harden și Laura Linney. Scenariul, redactat de Brian Helgeland⁠(d), este bazat pe romanul lui Dennis Lehane din 2001 publicat sub același nume⁠(d). Este primul film în care Eastwood apare în calitate de compozitor al coloanei sonore.
Misterele fluviului a fost nominalizat la șase premii Oscar la cea de-a 76-a ediție a premiilor Oscar la categoriile cel mai bun film, cel mai bun regizor, cel mai bun actor (Sean Penn), cel mai bun scenariu adaptat, cea mai bună actriță în rol secundar (Marcia Harden) și cel mai bun actor în rol secundar (Tim Robbins). Atât Penn, cât și Robbins au câștigat la categoriilor lor, Misterele fluviului fiind primul film care câștigă la ambele categorii de la Ben-Hur în 1959.

## Intriga
Trei băieți irlandezi-americani⁠(d) - Jimmy Markum, Sean Devine și Dave Boyle - se joacă hochei pe o stradă din Boston în 1975. La un moment dat, Dave este răpit de doi bărbați și abuzat sexual timp de patru zile înainte să reușească să scape.
Douăzeci și cinci de ani mai târziu, cei trei încă locuiesc în Boston, însă relațiile dintre aceștia s-au răcit. Jimmy deține un magazin de cartier, Sean este detectiv în cadrul poliției din Massachusetts⁠(d) și Dave este un muncitor încă măcinat de întâmplările din trecut. Jimmy și Dave - care încă sunt vecini - au devenit între timp rude, iar Sean a fost recent părăsit de Lauren, soția sa însărcinată. Aceasta îl contactează de nenumărate ori, însă nu vorbește niciodată când îi răspunde. Katie, fiica lui Jimmy în vârstă de 19 ani, se întâlnește în secret cu Brendan Harris, băiatul unei familii pe care Jimmy o disprețuiește. Cei doi tineri plănuiesc să fugă împreună în Las Vegas.
Într-o noapte, Katie se întâlnește cu prietenele ei, iar Dave o vede la un bar din zonă. În acea noapte, Katie este ucisă, iar Dave ajunge acasă rănit și plin de sânge. Acesta îi spune soției sale că s-a luptat cu un tâlhar⁠(d) pe care probabil l-a ucis.
Sean și partenerul său, sergentul Whitey Powers, investighează crima în timp ce Jimmy își coordonează propria investigație cu ajutorul cunoscuților din cartier. Sean descoperă că aceasta l-ar fi recunoscut pe ucigaș, iar arma crimei - un revolver .38 Special⁠(d) - a mai fost utilizată într-un jaf din 1984 comis de „Just Ray” Harris, tatăl lui Brendan. Harris a fost dat dispărut în 1989, însă Brendan susține că familia primește 500 de dolari de la acesta în fiecare lună. De asemenea, acesta pretinde că nu știe nimic de arma tatălui său. În același timp, Whitey îl suspectează pe Dave care își schimbă constant povestea despre modul în care și-a rănit mâna. Dave continuă să aibă un comportament imprevizibil, fapt care îi deranjează atât de mult soția încât decide să plece. Aceasta îi spune lui Jimmy că Dave ar putea fi implicat în uciderea fiicei sale.
Jimmy și prietenii săi îl interoghează pe Dave. În acel moment, Jimmy recunoaște că el l-a ucis pe „Just Ray” și din acest motiv a fost condamnat la închisoare. Dave îi dezvăluie acestuia că a ucis pe cineva în acea noapte, dar nu pe Katie; acesta a bătut un agresor sexual care era alături de o prostituată minoră⁠(d). Jimmy nu dă crezare spuselor sale, scoate un cuțit și îi spune că îl va lăsa în viață dacă mărturisește că el a ucis-o pe Katie. Totuși, când acesta admite că a comis crima, Jimmy îl ucide și îi aruncă corpul în fluviul Mystic⁠(d).
Între timp, Brendan, după ce descoperă că arma tatălui său a dispărut, îl întreabă pe fratele său mai mic - „Silent Ray” - și pe prietenul său - John O'Shea - despre uciderea lui Katie. Îi agresează fizic pe cei doi în încercarea de a-i forța să mărturisească crima. John scoate arma furată și se pregătește să-l împuște pe Brendan, moment în care detectivii Sean și Whitey ajung la fața locului, îi dezarmează și îi arestează pe cei doi.
A doua zi dimineață, Sean îi spune lui Jimmy că John și „Silent Ray” au mărturisit că au ucis-o pe Katie din greșeală. Sean îl întreabă dacă știe unde este Dave deoarece este implicat într-un alt caz de crimă, cel al unui cunoscut agresor sexual. Jimmy nu-i răspunde. Îi mulțumește lui Sean pentru arestarea ucigașilor, însă adaugă: „dacă ai fi fost puțin mai rapid”. În schimb, Sean îl întreabă dacă „o să-i trimită și lui Celeste Boyle 500 de dolari pe lună?”.
După ce își cere scuze că a ignorat-o, Sean și soția sa se împacă. Jimmy îi mărturisește soției sale Annabeth faptele comise. Aceasta îl consolează și îi spune că este un rege, iar un rege știe că să facă. Scena finală a filmului prezintă o paradă locală unde fiul lui Dave își așteaptă tatăl. Sean îl observă pe Jimmy pe cealaltă parte a drumul și se preface că îl împușcă, iar acesta își deschide brațele, denotând că este pregătit.

## Distribuție
- Sean Penn - James „Jimmy” Markum
  - Jason Kelly - tânărul Jimmy Markum
- Tim Robbins - Dave Boyle
  - Cameron Bowen - tânărul Dave Boyle
- Kevin Bacon - detectivul Sean Devine
  - Connor Paolo - tânărul Sean Devine
- Laurence Fishburne - detectiv-sergent Whitey Powers
- Marcia Gay Harden - Celeste Samarco Boyle
- Laura Linney - Annabeth Markum
- Tom Guiry - Brendan Harris
- Spencer Treat Clark - Ray „Silent Ray” Harris Jr.
- Andrew Mackin - John O'Shea
- Emmy Rossum - Katie Markum
- Jenny O'Hara - Esther Harris
- Kevin Chapman - Val Savage
- Adam Nelson - Nick Savage
- Robert Wahlberg - Kevin Savage
- Cayden Boyd - Michael Boyle
- John Doman - șoferul
- Tori Davis - Lauren Devine
- Jonathan Togo - Pete
- Will Lyman - agentul FBI Birden
- Ari Graynor - Eve Pigeon
- Ken Cheeseman - prietenul lui Dave din bar
- Michael McGovern - reporterul din 1975
- Kevin Conway - Theo Savage
- Eli Wallach  - Mr. Loonie